# جيسي هودجز
جيسي هودجز (بالإنجليزية: Jessy Hodges)‏ هي ممثلة أمريكية، ولدت في 1986 في هنتنغتون وودز في الولايات المتحدة.

## وصلات خارجية
- جيسي هودجز على موقع IMDb (الإنجليزية)
- جيسي هودجز على موقع قاعدة بيانات الفيلم (الإنجليزية)